# Judas el Galileo
Judas el Galileo, también llamado Judas de Galilea, Judas de Gamala o Judas el gaulonita, fue un dirigente político-religioso judío que ofreció resistencia armada al censo que con propósitos fiscales había sido decretado en la provincia romana de Judea por el legado romano en Siria, Quirino, en el año 6 d. C. Esto sucedió poco después de que Judea, con el destierro de Herodes Arquelao, pasase a ser administrada directamente por Roma. Su revuelta fue duramente reprimida por los romanos. Estos acontecimientos son relatados por Flavio Josefo en La guerra de los judíos (Libro II, Capítulo 8); y en las Antigüedades judías (Libro XVIII). Judas es mencionado también por Gamaliel, miembro del Sanedrín, en un discurso puesto en su boca por el autor de Hechos de los Apóstoles (Hch 5, 37). Gamaliel lo utiliza como ejemplo de mesías fallido. 
En las Antigüedades judías, Josefo afirma que Judas fundó, junto al fariseo Zadoq, el movimiento de los zelotes, que él considera la cuarta secta del judaísmo del siglo I (junto con saduceos, fariseos y esenios). Josefo culpa a los zelotes de la primera guerra judeo-romana y de la destrucción del Segundo Templo de Jerusalén. Los zelotes predicaban que solo Dios era el verdadero gobernante de Israel, y se negaban a pagar impuestos a los romanos. 
Judas dirigió un asalto a la guarnición romana en Séforis (a 7 km de Nazaret), entonces la capital de Galilea. Josefo no menciona la muerte de Judas, pero informa de que sus hijos Santiago y Simón fueron ejecutados por el procurador Alejandro hacia el año 46, varios años después de la afirmación de Gamaliel. Algunos historiadores consideran muy probable que haya muerto crucificado poco después de la resistencia al censo.